# Tatort: Der Passagier
Der Passagier ist ein Fernsehfilm aus der Kriminalreihe Tatort der ARD und des ORF. Der Film wurde unter der Regie von Thomas Bohn vom Norddeutschen Rundfunk produziert und am 2. Juni 2002 im Programm Das Erste erstmals gesendet. Kriminalhauptkommissar Casstorff (Robert Atzorn) sieht sich in seinem dritten Fall mit einer Flugzeugentführung konfrontiert, die eine ganze besondere Bedeutung für ihn persönlich hat, da sein Sohn Daniel sich unter den Geiseln befindet.

## Handlung
Kommissar Casstorff bringt seinen Sohn zum Flughafen, von wo aus Daniel allein in den Urlaub fliegen will. Kaum zurück in der Dienststelle muss der Kommissar erfahren, dass drei Männer das Flugzeug, in dem auch sein Sohn sitzt, in ihre Gewalt gebracht haben.
Das LKA setzt sofort einen Krisenstab unter Leitung von Kriminaloberrat Müchler ein und zieht die erfahrene Polizeipsychologin Caroline Sever hinzu, die mit den Entführern verhandeln soll. Auch Casstorff zieht es mit seinem Partner Holicek zum Flughafen. Er hofft, Müchler und seine Beamten unterstützen zu können. Die Entführer fordern die Freilassung ihres Vaters aus der Haft und fünf Millionen Dollar, ansonsten würden sie das Flugzeug in die Luft sprengen. Es handelt sich dabei um das Brüderpaar Markus und Jens Dernedde und den Sprengstoffexperten Volker Sprengler, die vor Kurzem aus dem Strafvollzug ausgebrochen sind.
Die Polizeipsychologin befürchtet die Stürmung des Flugzeugs, da sie es nicht schafft, ein Gespräch mit den Entführern aufzubauen. Casstorff gelingt es jedoch, Daniel eine SMS zu schicken, die dazu führt, dass ihm sein Sohn wichtige Informationen über das Geschehen im Flugzeug zukommen lassen kann. Außerdem kann er durch recht provozierende Bemerkungen das Brüderpaar endlich zur Kommunikation bewegen. Die Verbindung zu Daniel hingegen reißt ab, was bedeuten könnte, dass die Geiselnahme doch nicht friedlich beendet werden kann und die GSG 9 doch noch zum Einsatz kommt.
Parallel lässt Casstorff seine Mitarbeiter Holicek und Graf über die Entführer recherchieren. Dabei finden sie heraus, dass Volker Spenglers Ehefrau Adriane Herzberg beim Sicherheitsdienst des Flughafens arbeitet. Über sie könnte es ihnen gelungen sein, den Sprengstoff an Bord des Flugzeugs zu bringen. Holicek kann sie ausfindig machen und Graf versucht, mit ihr zu reden. Doch auch sie verweigert sich einem Gespräch.
Inzwischen trifft Manfred Dernedde im Flughafengelände ein. Casstorff lässt ihm ein Handy geben, damit er direkt mit seinen Söhnen telefonieren und sie ruhigstellen kann. So sind sie abgelenkt und bemerken nicht, wie sich die GSG 9 dem Flugzeug nähert und den Zugriff blitzschnell gezielt und erfolgreich durchführt. Alle Passagiere bleiben unverletzt, nachdem die drei Entführer von Scharfschützen ausgeschaltet worden sind. Sprengstoff wurde trotz eingehender Untersuchung nicht im Flugzeug gefunden. Letztendlich wird in einem Teddy, den Adriane Herzberg einem Mädchen vor dem Abflug geschenkt hat, das später direkt neben Daniel saß, die Bombe entdeckt. Glücklicherweise kann das Kuscheltier relativ gefahrlos in einer Toilette detonieren.

## Produktion
Der Film wurde von Studio Hamburg Filmproduktion für den Norddeutschen Rundfunk produziert. Das Flugzeug entstand am Computer, eine Messehalle diente als Flughafengelände, da nach den Terroranschlägen vom 11. September 2001 kein Flughafen mehr eine Dreherlaubnis vor Ort erteilte.

## Rezeption

### Einschaltquote
Die Erstausstrahlung von Der Passagier am 2. Juni 2002 wurde in Deutschland von insgesamt 7,41 Millionen Zuschauern gesehen und erreichte einen Marktanteil von 26,10 Prozent für Das Erste.

### Kritik
Die Kritiker der Fernsehzeitschrift TV Spielfilm zeigten mit dem Daumen nach oben, gaben für Humor und Action jeweils einen und für Spannung zwei von drei Punkten und zogen das Fazit: „Cleverer Kidnapper-Krimi mit viel Kalkül.“
Prisma sprach von einer „gut besetzte[n] und spannende[n] Episode, in der Atzorn alias Casstorff auch persönlich von dem Kriminalfall betroffen“ sei, die, wie so oft, von „Tatort-Routinier Thomas Bohn“ nach eigenem Drehbuch entstanden sei.